# Galeomma
 Galeomma  Rauschert, 1982 è un genere di piante angiosperme dicotiledoni della famiglia delle Asteraceae (sottofamiglia Asteroideae, tribù Gnaphalieae e sottotribù Gnaphaliinae).

## Etimologia
Il nome scientifico del genere è stato definito dal botanico Stephan Rauschert (1931-1986) nella pubblicazione " Taxon; Official News Bulletin of the International Society for Plant Taxonomy. Utrecht" ( Taxon 31(3): 557 ) del 1982.

## Descrizione

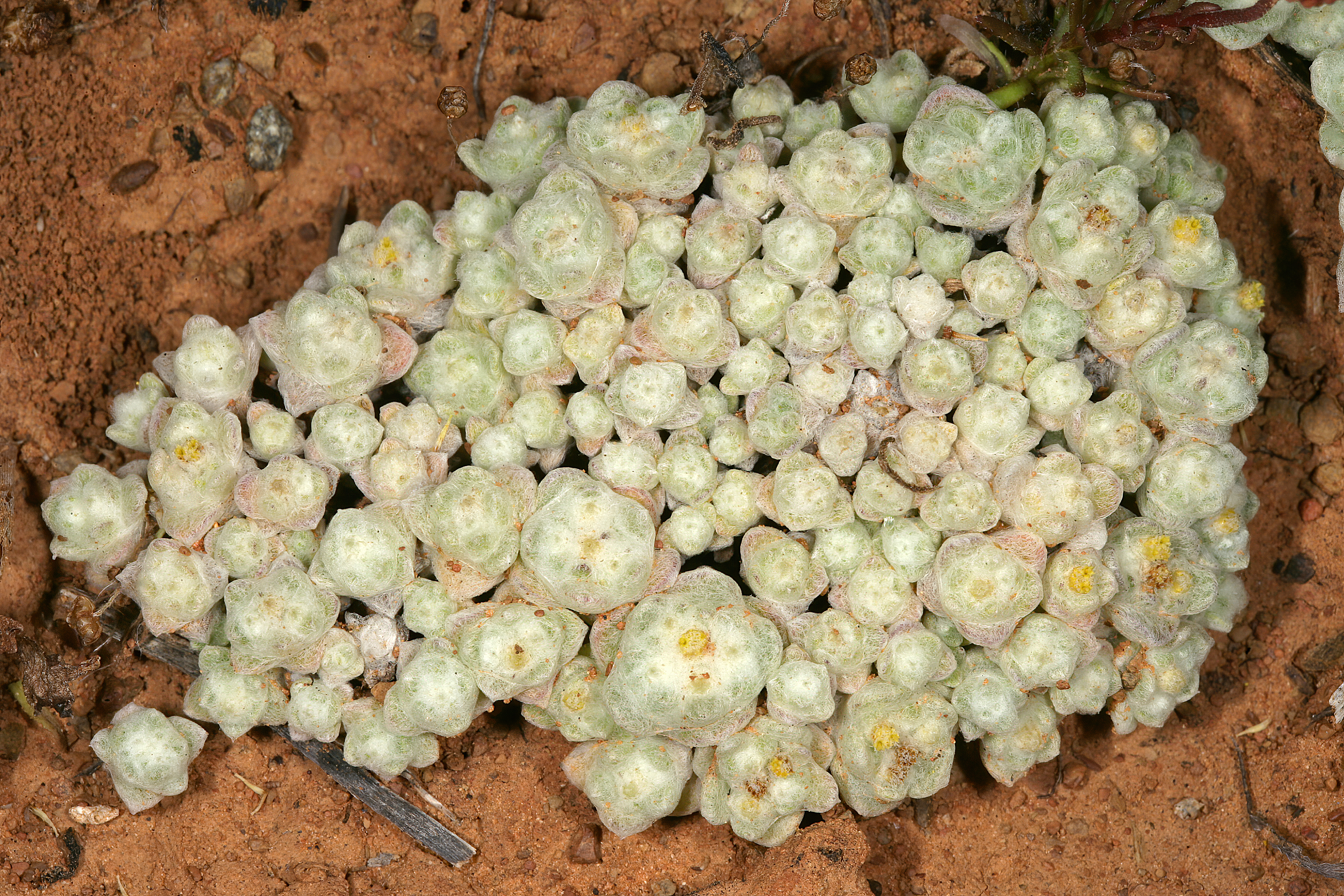
Il portamento
Galeomma oculus-cati

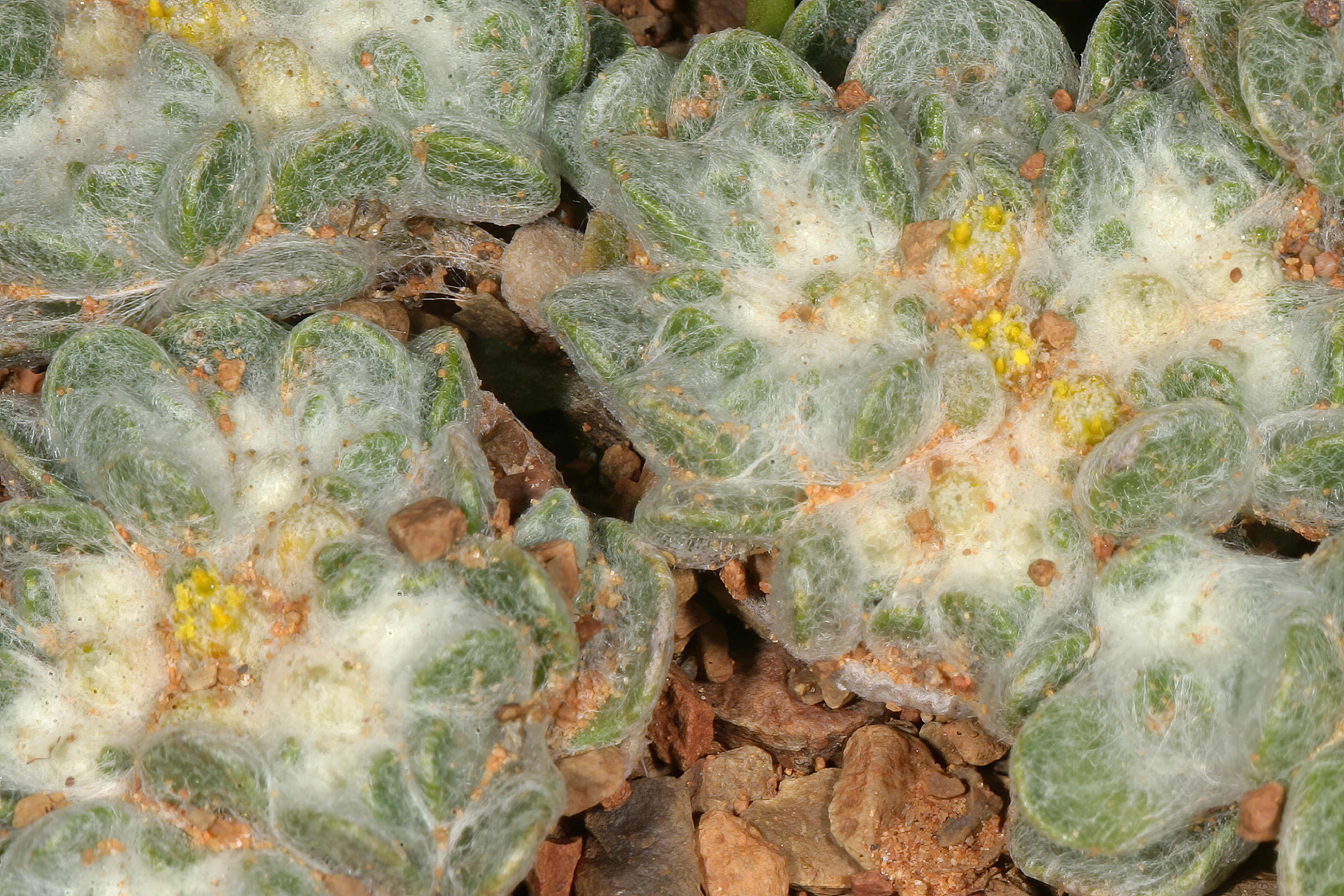
Infiorescenza
Galeomma oculus-cati

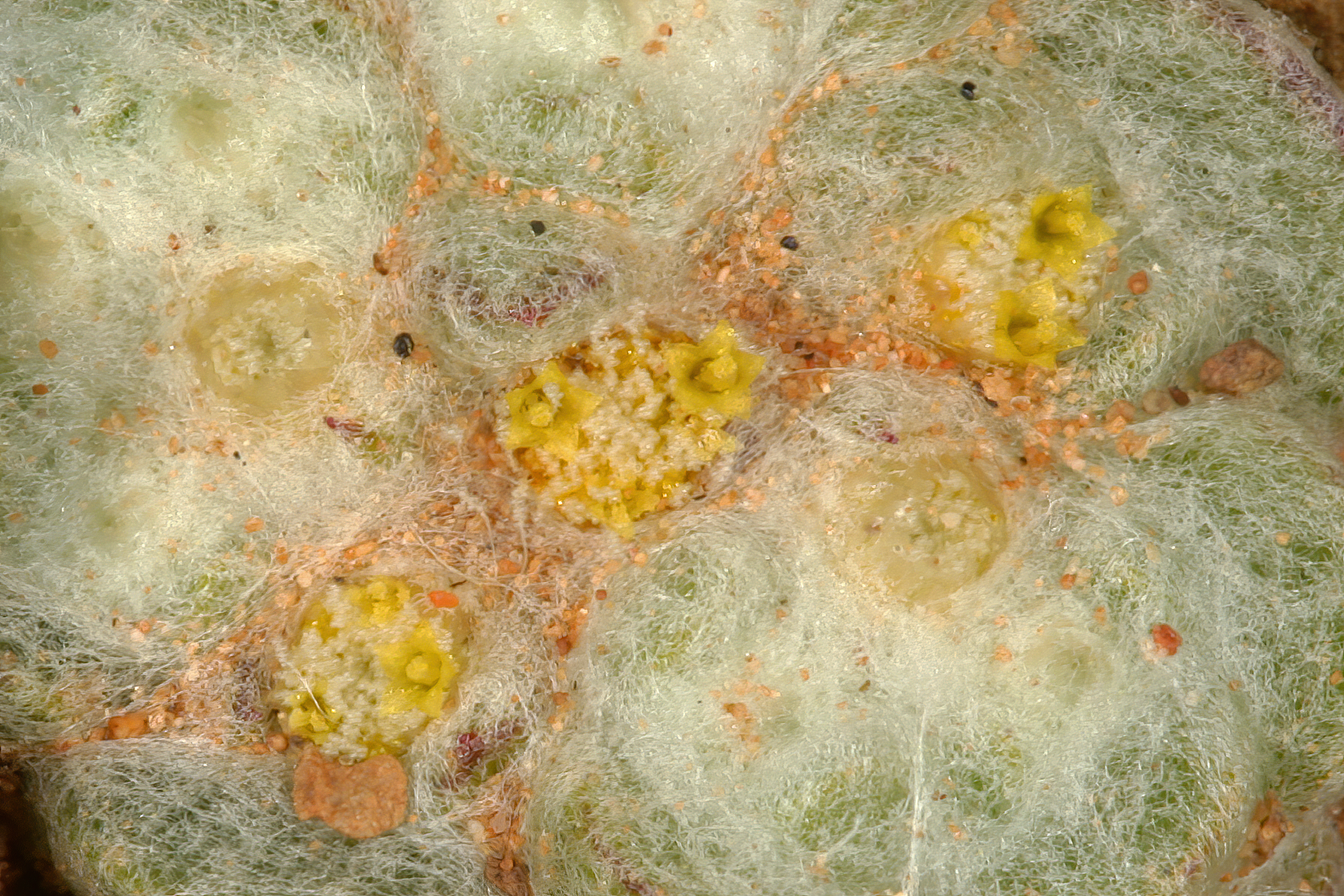
I fiori
Galeomma oculus-cati

Habitus. Le specie di questo genere hanno un habitus di tipo erbaceo annuale. I cauli di queste piante sono provvisti del floema, ma non di canali resiniferi; mentre i sesquiterpeni lattoni sono normalmente assenti (piante senza lattice).
Fusto. La parte aerea in genere è eretta, semplice o ramosa.
Foglie. Le foglie in genere sono disposte in modo alternato e sono sessili. La lamina è intera con forme generalmente strette; i margini sono continui. Spesso la superficie è sparsamente tomentosa o lanosa su entrambe le facce.
Infiorescenza. Le sinflorescenze sono composte da diversi capolini raccolti in formazioni corimbose dense. Le infiorescenze vere e proprie sono formate da un capolino terminale sessile disciforme (con fiori eterogami). I capolini sono formati da un involucro, con forme più o meno sferiche, composto da diverse brattee, al cui interno un ricettacolo fa da base ai fiori. Le brattee, colorate di bruno a consistenza cartacea, sono disposte in modo più o meno embricato su poche serie e sono libere alla base (gli strati di stereoma sono divisi);  talora possono avere un margine ialino. Il ricettacolo è nudo ossia senza pagliette a protezione della base dei fiori; la forma è piatta.
Fiori.  I fiori sono tetra-ciclici (formati cioè da 4 verticilli: calice – corolla – androceo – gineceo) e pentameri (calice e corolla formati da 5 elementi). Sono inoltre tubulosi, attinomorfi e si distinguono in:
- fiori del disco esterni: sono assenti;
- fiori del disco centrali: sono ermafroditi.

In questo gruppo di piante i fiori radiati (ligulati o del raggio) sono assenti; a volte sono confusi con i fiori femminili (tubulosi) del disco esterno più o meno sub-zigomorfi con un lembo piatto e possono essere interpretati come fiori del raggio.
- Formula fiorale:

*/x K {\displaystyle \infty }, [C (5), A (5)], G 2 (infero), achenio
- Calice: i sepali del calice sono ridotti ad una coroncina di squame.
- Corolla: la forma della corolla normalmente è tubolare con 5 lobi (raramente 4); i lobi hanno una forma deltata o più o meno lanceolata. I colori della corolla sono giallo o giallo chiaro.
- Androceo: l'androceo è formato da 5 stami sorretti da filamenti generalmente liberi; gli stami sono connati e formano un manicotto circondante lo stilo; le teche (produttrici del polline) sono prive di sperone, ma hanno la coda (una sola); le appendici apicali delle antere hanno delle piatte; il tessuto endoteciale (rivestimento interno dell'antera) è quasi sempre polarizzato (con due superfici distinte: una verso l'esterno e una verso l'interno). Il polline è di tipo echinato (con punte sporgenti) a forma sferica è formato inoltre da due strati di ectesine, mentre lo strato basale è spesso e regolarmente perforato (tipo “gnafaloide”).[6]
- Gineceo: l'ovario è infero uniloculare formato da 2 carpelli. Lo stilo (il recettore del polline) è intero o biforcato con due stigmi nella parte apicale. Gli stigmi hanno una forma troncata; possono essere ricoperti da minute papille o avere dei penicilli apicali. Le superfici stigmatiche sono separate.[6]

Frutti. I frutti sono degli acheni con pappo. Gli acheni sono piccoli a forma variabile da oblunga a obovoidale; la superficie è ricoperta da peli globosi; il pericarpo può essere percorso longitudinalmente da alcuni fasci vascolari. Il pappo in genere ridotto, è formato da setole capillari (piumose o barbate) libere o coerenti con delle cilia patenti.

## Biologia
Impollinazione: l'impollinazione avviene tramite insetti (impollinazione entomogama tramite farfalle diurne e notturne).

Riproduzione: la fecondazione avviene fondamentalmente tramite l'impollinazione dei fiori (vedi sopra).

Dispersione: i semi (gli acheni) cadendo a terra sono successivamente dispersi soprattutto da insetti tipo formiche (disseminazione mirmecoria). In questo tipo di piante avviene anche un altro tipo di dispersione: zoocoria. Infatti gli uncini delle brattee dell'involucro (se presenti) si agganciano ai peli degli animali di passaggio disperdendo così anche su lunghe distanze i semi della pianta. Inoltre per merito del pappo il vento può trasportare i semi anche a distanza di alcuni chilometri (disseminazione anemocora).

## Distribuzione e habitat
Le specie di questo genere sono distribuite in Africa meridionale.

## Tassonomia
La famiglia di appartenenza di questa voce (Asteraceae o Compositae, nomen conservandum) probabilmente originaria del Sud America, è la più numerosa del mondo vegetale, comprende oltre 23.000 specie distribuite su 1.535 generi, oppure 22.750 specie e 1.530 generi secondo altre fonti (una delle checklist più aggiornata elenca fino a 1.679 generi). La famiglia attualmente (2021) è divisa in 16 sottofamiglie; la sottofamiglia Asteroideae è una di queste e rappresenta l'evoluzione più recente di tutta la famiglia.

### Filogenesi
Il genere di questa voce è descritto nella tribù Gnaphalieae, una delle 21 tribù della sottofamiglia Asteroideae. Da un punto di vista filogenetico, la tribù Gnaphalieae fa parte del supergruppo (o sottofamiglia) "Asteroideae grade"; l'altro è il supergruppo "Non-Asteroideae" contenente il resto delle sottofamiglie delle Asteraceae. All'interno del supergruppo è vicina alle tribù Senecioneae, Calenduleae, Astereae e Anthemideae.
La sottotribù Gnaphaliinae è caratterizzata da portamenti di vario tipo con specie ginomonoiche e monoiche, da foglie con margini interi, da capolini disciformi omogami o eterogami e raramente radiati (o subradiati), dallo stilo con rami troncati e superfici stigmatiche separate apicalmente, da acheni glabri o con tricomi allungati e pappo ridotto.
Il genere della specie di questa voce appartiene al clade Hap, un gruppo informale della sottotribù Gnaphaliinae che occupa una posizione più o meno "basale" ed è "fratello" ai cladi Flag e Australasian. Le specie di questo clade sono caratterizzate dalla divisione dello stereoma sulle brattee involucrali (hanno la base libera) e differiscono dalle "gnaphalie s.s." per i pochi e piccoli capolini, con forme cilindriche e con poche serie di brattee involucrali. Il clade tuttavia rimane ancora largamente parafiletico.
All'interno del clade sono stati analizzati alcuni rapporti filogenetici. Il genere di questa voce potrebbe avere una posizione "basale" e in particolare la specie Galeomma oculus-cati risulta formare con la specie Helichrysum stoloniferum un "gruppo fratello. Il cladogramma seguente, tratto dallo studio citato e semplificato, mostra una possibile configurazione filogenetica del gruppo evidenziando il genere di questa voce.
|  | Galeomma oculus-cati     |
|  |                          |
|  | Helichrysum stoloniferum |
|  |                          |

|  | Pseudognaphalium                                                  |
|  |                                                                   |
|  | \| \| Anaphalis \| \| \| \| \| \| Helichrysum felinum \| \| \| \| |
|  |                                                                   |
|  | Anaphalis                                                         |
|  |                                                                   |
|  | Helichrysum felinum                                               |
|  |                                                                   |

|  | Anaphalis           |
|  |                     |
|  | Helichrysum felinum |
|  |                     |

|  | Pseudognaphalium                                                  |
|  |                                                                   |
|  | \| \| Anaphalis \| \| \| \| \| \| Helichrysum felinum \| \| \| \| |
|  |                                                                   |
|  | Anaphalis                                                         |
|  |                                                                   |
|  | Helichrysum felinum                                               |
|  |                                                                   |

|  | Anaphalis           |
|  |                     |
|  | Helichrysum felinum |
|  |                     |

|  | Galeomma oculus-cati     |
|  |                          |
|  | Helichrysum stoloniferum |
|  |                          |

|  | Pseudognaphalium                                                  |
|  |                                                                   |
|  | \| \| Anaphalis \| \| \| \| \| \| Helichrysum felinum \| \| \| \| |
|  |                                                                   |
|  | Anaphalis                                                         |
|  |                                                                   |
|  | Helichrysum felinum                                               |
|  |                                                                   |

|  | Anaphalis           |
|  |                     |
|  | Helichrysum felinum |
|  |                     |

|  | Pseudognaphalium                                                  |
|  |                                                                   |
|  | \| \| Anaphalis \| \| \| \| \| \| Helichrysum felinum \| \| \| \| |
|  |                                                                   |
|  | Anaphalis                                                         |
|  |                                                                   |
|  | Helichrysum felinum                                               |
|  |                                                                   |

|  | Anaphalis           |
|  |                     |
|  | Helichrysum felinum |
|  |                     |

I caratteri distintivi del genere  Galeomma sono:
- il colore delle brattee involucrali sono brune oppure sono ialine;
- i fiori centrali hanno gli acheni allungati.

### Elenco delle specie
Questo genere ha 2 specie:
- Galeomma oculus-cati (L.f.) Rauschert
- Galeomma stenolepis  (S.Moore) Hilliard

### Sinonimi
Sono elencati alcuni sinonimi per questa entità:
- Eriosphaera Less.